# Fällfors församling
Fällfors församling var en församling i Luleå stift. Församlingen låg i Skellefteå kommun i Västerbottens län. Församlingen uppgick 2009 i Byske-Fällfors församling.

## Administrativ historik
Församlingen bildades 1913 som en utbrytning ur Byske församling och var därefter till 2009 annexförsamling i pastoratet Byske och Fällfors. Församlingen uppgick 2009 i Byske-Fällfors församling.

## Befolkningsutveckling
| Befolkningsutvecklingen i Fällfors församling 1920–2005 | Befolkningsutvecklingen i Fällfors församling 1920–2005 | Befolkningsutvecklingen i Fällfors församling 1920–2005 | Befolkningsutvecklingen i Fällfors församling 1920–2005 | Befolkningsutvecklingen i Fällfors församling 1920–2005 |
| --- | ------------------------------------------------------- | ------------------------------------------------------- | ------------------------------------------------------- | ------------------------------------------------------- |
| |                                                         |                                                         |                                                         |                                                         |
| År |                                                         |                                                         | Folkmängd                                               |                                                         |
| 1920 | 1920                                                    |                                                         | 2 643                                                   |                                                         |
| 1930 | 1930                                                    |                                                         | 2 700                                                   |                                                         |
| 1935 | 1935                                                    |                                                         | 2 784                                                   |                                                         |
| 1940 | 1940                                                    |                                                         | 2 749                                                   |                                                         |
| 1945 | 1945                                                    |                                                         | 2 782                                                   |                                                         |
| 1950 | 1950                                                    |                                                         | 2 650                                                   |                                                         |
| 1955 | 1955                                                    |                                                         | 2 447                                                   |                                                         |
| 1960 | 1960                                                    |                                                         | 2 167                                                   |                                                         |
| 1965 | 1965                                                    |                                                         | 1 905                                                   |                                                         |
| 1970 | 1970                                                    |                                                         | 1 555                                                   |                                                         |
| 1975 | 1975                                                    |                                                         | 1 310                                                   |                                                         |
| 1980 | 1980                                                    |                                                         | 1 230                                                   |                                                         |
| 1985 | 1985                                                    |                                                         | 1 169                                                   |                                                         |
| 1990 | 1990                                                    |                                                         | 1 098                                                   |                                                         |
| 1995 | 1995                                                    |                                                         | 1 025                                                   |                                                         |
| 2000 | 2000                                                    |                                                         | 942                                                     |                                                         |
| 2005 | 2005                                                    |                                                         | 851                                                     |                                                         |
| Anm: För åren 1920-1945: befolkning enligt folkräkning 31 december enligt den administrativa indelningen den 1 januari följande år. 1950 avser befolkning enligt folkräkning den 31 december enligt den administrativa indelningen den 1 januari 1952. 1960-1970 avser befolkning enligt folkräkning den 1 november enligt den administrativa indelningen den 1 januari följande år. För åren 1955 samt 1975-2005: befolkning 31 december enligt den administrativa indelningen den 1 januari följande år. |                                                         |                                                         |                                                         |                                                         |

## Kyrkor
- Fällfors kyrka